# Return of Wax
Return of Wax je trinaesti studijski album sastava The Upsetters, a četrnaesti ukupno. Album je sniman u studiju Black Ark. Izašao je 1975. godine pod etiketom DIP, a producirao ga je Lee Scratch Perry. Žanrovski pripada dubu i reggaeu. Dijelom je Perryjeve trilogije, koja obuhvaća albume Kung Fu Meets the Dragon, Return of Wax i Musical Bones.
Album je reizdan 1998. pod etiketom Justice Records. 
2005. ga je objavila diskografska kuća Trojan Records na albumu Dubstrumentals, dvostrukom CD-u na kojem su se nalazila tri reggae/dub albuma koje je izdao Perry 1975.: Kung Fu Meets the Dragon, Return of Wax i Musical Bones.

## Popis pjesama

### Strana A
1. Last Blood
2. Deathly Hands
3. Kung Fu Warrior
4. Dragon Slayer
5. Judgement Day

### Strana B
1. One Armed Boxes
2. Big Boss
3. Fists of Vengeance
4. Samurai Swordsman
5. Final Weapon

## Vanjske poveznice
- (engleski) Roots-archive.com  Arhivirana inačica izvorne stranice od 2. lipnja 2008. (Wayback Machine) Return of Wax
- (engleski) Ethernal Thunder  Arhivirana inačica izvorne stranice od 28. kolovoza 2008. (Wayback Machine) Return of Wax